# Семикаракорский историко-краеведческий музей
Семикаракорский историко-краеведческий музей — музей в Семикаракорске.

## История музея
Музей был создан в 1997 году. С 2000 года он официально открыт для посещений в качестве культурного и научно-просветительного учреждения.
Музейное собрание насчитывает свыше 16 тысяч единиц основного и научно-вспомогательного фонда и является крупнейшим среди муниципальных музеев Ростовской области. В четырёх залах развернута литературно-монографическая экспозиция «Жизнь и творчество писателя-земляка Бориса Николаевича Куликова». В экспозициях музея посетители могут ознакомиться с изобразительным искусством, бытом и этнографией станицы Семикаракорской конца XIX — первой половины XX века, с историей воинской и трудовой славы Семикаракорского района.
При музее действуют три литературно-исторических объединения — «Татьянин день» в станице Кочетовской, «Клуб любителей истории Отечества» и «Клуб любителей прекрасного» в городе Семикаракорске (с 1962 года). В 2004 году в состав музея в качестве структурного подразделения вошёл мемориальный дом-музей В. А. Закруткина в станице Кочетовской, открытый в 1986 году. Музейный фонд дома-музея насчитывает свыше шести тысяч экспонатов.
В 2013 году Семикаракорский историко-краеведческий музей первым из 26 муниципальных музеев Ростовской области был внесен в государственный каталог Музейного фонда Российской Федерации, созданного при поддержке Министерства культуры.
Музей ежегодно проводит мероприятия, посвящённые памятным датам Великой Отечественной войны.

## Адрес
Музей расположен по адресу: Ростовская область, г. Семикаракорск, проспект В. А. Закруткина, д. 25.